# لكمة الوقاب (ردفان)

تعديل مصدري - تعديل

لكمة الوقاب هي إحدى قرى عزلة الحبيلين بمديرية ردفان التابعة لمحافظة لحج، بلغ تعداد سكانها 24 نسمة حسب تعداد اليمن لعام 2004.